# Schwester Agnes
Schwester Agnes ist ein von der DEFA produzierter Fernsehfilm aus dem Jahr 1975, gedreht von Regisseur Otto Holub.

## Handlung
Agnes Feurig, eine alleinstehende Frau Mitte 50 und seit mehr als 30 Jahren eine engagierte Gemeindeschwester mit Witz und Berliner Schnauze, wohnt und arbeitet in dem kleinen Dorf Krummbach in der Oberlausitz, wo sie mit ihrer weißen Schwalbe zu ihren Patienten fährt und sie betreut. Sie hilft, wo sie nur kann und ist mitunter auch deswegen bei ihren Patienten so beliebt.
Durch ihr gutmütiges, aber zuweilen auch einmischendes Wesen macht sich Schwester Agnes allerdings nicht nur Freunde. Beispielsweise will sie das Problem des knappen Wohnraums im Ort am Gemeinderat vorbei auf ihre ganz eigene Art lösen und der schwangeren Katja Lehnert, die im Dorfkonsum arbeitet, zu einer geeigneten Wohnung verhelfen. Als sie deswegen mit dem neuen Bürgermeister Udo Patschek aneinandergerät, begibt sie sich unter dem Vorwand, krank zu sein, in einen Streik und droht schließlich mit einem Versetzungsgesuch in einen anderen Ort. Das ruft den Unmut der Krummbacher Bürger hervor, die ihre Schwester Agnes keinesfalls verlieren wollen.

## Produktion und Hintergründe
Die Dreharbeiten des fiktiven Krummbach fanden im Sommer 1974 in Waltersdorf und Jonsdorf im Zittauer Gebirge statt.
Die Erstausstrahlung erfolgte anlässlich des Internationalen Frauentags am 8. März 1975 im DDR-Fernsehen.
Wenngleich der Spielfilm in erster Linie unterhaltsam ist, so wird mit Sozialkritik an den Verhältnissen in der DDR der 1970er-Jahre nicht gespart: Gesellschaftliches Engagement und Zivilcourage des Einzelnen – hier in Gestalt der Schwester Agnes – stoßen auf gut gemeinte, aber weltfremde Funktionärsentscheidungen von oben.

## Bedeutung
Der Film Schwester Agnes hat besonders in den neuen Bundesländern noch immer einen sehr hohen Bekanntheitsgrad und wird mit dem System der DDR-Gemeindeschwester assoziiert. In Anlehnung an die beliebte Rolle der Schwester Agnes wurden daher in den letzten Jahren mehrere vergleichbare Gemeindeschwester-Modellprojekte nach ihr benannt. So zum Beispiel AGnES in Leipzig oder agneszwei in Brandenburg. Im August 2018 wurden für NRW Initiativen nach diesen Modellen gefordert.